# Ludiente
Ludiente es un municipio de la Comunidad Valenciana, España, perteneciente a la provincia de Castellón, en la comarca del Alto Mijares. Cuenta con una población de 175 habitantes (INE 2024). Se trata de un municipio hispanófono, en el que el español cuenta con el predominio lingüístico reconocido legalmente.

## Geografía
Paisaje típico del interior con numerosas masías diseminadas por su término. El valle del río junto con las numerosas montañas imprimen el carácter al paisaje.
Desde Castellón de la Plana se accede a esta localidad a través de la CV-20 tomando luego la CV-194.

### Pedanías
Ludiente cuenta con cuatro pedanías:
Giraba de Arriba, Giraba de Abajo, Benachera y Reduela.

### Localidades limítrofes

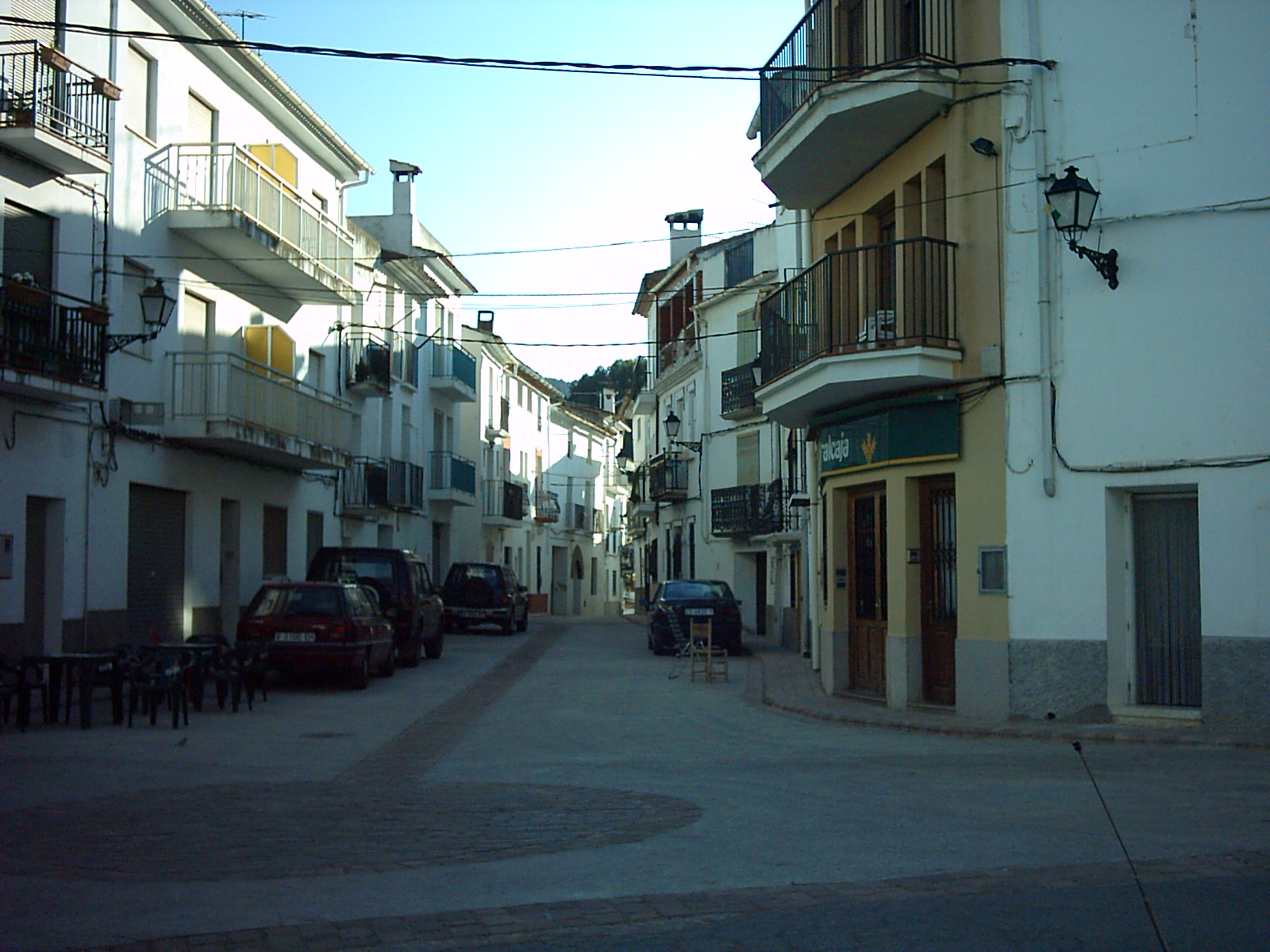
Ludiente, vista urbana.

Castillo de Villamalefa, Zucaina, Cirat, Torrechiva, Toga, Argelita, Arañuel y Lucena del Cid, todas de la provincia de Castellón.

## Historia
Municipio de tradición y origen musulmán que tras la expulsión de los moriscos en 1609 sufrió un despoblamiento del que empezó a recuperarse en el siglo XVIII. 

## Administración
| Periodo   | Nombre                        | Partido         |
| --------- | ----------------------------- | --------------- |
| 1979-1983 | Jesús Abel Ibáñez Rocher      | UCD             |
| 1983-1987 | Octavio Solsona Negre         | Alianza Popular |
| 1987-1991 | Benjamín Chiva Cruz           | PSPV-PSOE       |
| 1991-1995 | Benjamín Chiva Cruz           | PSPV-PSOE       |
| 1995-1999 | Benjamín Chiva Cruz           | PSPV-PSOE       |
| 1999-2003 | Nemesio Abargues Chiva        | PP              |
| 2003-2007 | Nemesio Abargues Chiva        | PP              |
| 2007-2011 | Nemesio Abargues Chiva        | PP              |
| 2011-2015 | Nemesio Abargues Chiva        | PP              |
| 2015-2019 | Marcos Ibáñez Miguel          | PP              |
| 2019-2023 | Marcos Ibáñez Miguel          | PP              |
| 2023-act. | Guillermo Manuel Llorens Sanz | PSPV-PSOE       |

## Demografía
Ludiente cuenta con una población de 175 habitantes (INE 2024).
| Gráfica de evolución demográfica de Ludiente entre 1842 y 2021                                                      |
| |
| Población de derecho según los censos de población del INE Población de hecho según los censos de población del INE |

| 1990 | 1992 | 1994 | 1996 | 1998 | 2000 | 2002 | 2004 | 2006 | 2008 | 2010 | 2012 | 2014 | 2016 | 2017 | 2018 | 2019 | 2020 | 2021 |
| ---- | ---- | ---- | ---- | ---- | ---- | ---- | ---- | ---- | ---- | ---- | ---- | ---- | ---- | ---- | ---- | ---- | ---- | ---- |
| 274  | 261  | 250  | 235  | 232  | 225  | 214  | 206  | 185  | 169  | 197  | 192  | 175  | 170  | 160  | 155  | 141  | 149  | 155  |

## Economía
Tradicionalmente basada en la agricultura.

## Monumentos

### Monumentos religiosos
- Iglesia de la Natividad de Nuestra Señora. Edificio de interés arquitectónico.[2]
- Iglesia Nueva. Iglesia dedicada a la Natividad de la Virgen.[3]
- Ermita de la Virgen del Pilar.[4]

### Monumentos civiles
Ludiente destaca por la presencia en sus territorios de dos castillos y una torre, todos ellos catalogados genéricamente como Bien de Interés Cultural.
- Castillo del Bou Negre, que está entre los términos de Ludiente y Argelita.[6][7]
- Castillo de Ludiente, del que apenas quedan restos arqueológicos.
- Torre de Giraba, restos de una torre de vigilancia que se sitúa en el término de Ludiente, al sur de Castillo de Villamalefa y cerca de la aldea de Giraba.[8]

## Patrimonio
Ludiente cuenta con numerosos senderos rodeados de verde vegetación que nos pueden llevar a hermosos lugares como el Pozo Negro (una cascada donde cae agua cristalina procedente del río Villahermosa), la Valentina (una fuente que se encuentra al lado de la Giraba y situada al lado del río donde se puede acampar perfectamente), la Rulla (una fuente natural de fácil acceso con un agua limpia y cristalina), etc.
También cuenta con una torre árabe del siglo XIII que está a punto de derrumbarse.

## Personas destacadas
- José Negre (1875-1939), anarquista y primer secretario general de la CNT.